# صموئيل كالفرت
صموئيل كالفرت هو سياسي كندي، ولد في 16 سبتمبر 1867 في كاليدون في كندا، وتوفي في 11 مارس 1956 في إدمونتون في كندا. حزبياً، نشط في حزب الائتمان الاجتماعي في ألبرتا ‏. وقد انتخب عضو الجمعية التشريعية ألبرتا.